# Tekla
Tekla, Tekele, Dakla o Degele fou un atabeg salghúrida de Fars, successor del seu pare Mudhàffar-ad-Din Zanguí vers 1175 (entre 1174 i 1178).
Havia estat designat hereu pel seu pare. Va fer front als atacs de Muhammad Pahlawan, atabeg ildegízida de l'Azerbaidjan i Arran (1179-1180) i a una revolta del seu cosí Toghrul ibn Sunkur (1182/1183). Va assolir els títols de rei i d'hereu de l'Imperi de Salomó (wāreṯ-e molk-e Solaymān). Va lluitar també per la possessió del Kirman amb els oghuzz, després de la caiguda de la branca seljúcida d'aquest territori (1186).
Va morir després de vint anys de regnat el 1197/1198. Fou considerat un sobirà just. El va succeir el seu germà petit Sad ibn Zanguí.